# Luigi Lucini
Luigi Maria Lucini (Palermo, 6 gennaio 1945) è un presbitero e scrittore italiano. Di origine milanese appartiene alla nobilissima famiglia dei Lucini del Sacro Romano Impero.

## Biografia
Sacerdote di Rito bizantino e teologo specializzato nei Riti e nella Liturgia dell'Oriente Cristiano , Papàs Luigi Maria Lucini è Cappellano Conventuale ad Honorem del Sovrano Militare Ordine di Malta, Delegazione della Sicilia Occidentale, e Commendatore di Grazia Ecclesiastico del Sacro Militare Ordine Costantiniano di San Giorgio. 
Ha al suo attivo diversi libri su temi religiosi, con particolare riferimento alla spiritualità e alla teologia ortodossa e orientale. Ha scritto I Riti nella Chiesa (Bonanno editore, 2013); Il Budda Cristiano, il Mito dell’Illuminazione in un antico romanzo Bizantino (Edizioni Tipheret, 2012); I Cavalieri di Malta, compendio storico-cronologico dell’Ordine di San Giovanni, (Bonanno editore, 2011); Simbolica Orientale, Architettura e Liturgia nella Chiesa Bizantina, (Edizioni Tipheret, 2011); Cenni di monachesimo pre-Cristiano in Israele su Rivista Cistercense; L’inno Akathistos, una devozione mariana dell’Oriente Bizantino su Rivista Cistercense.
Vicario parrocchiale nella Chiesa della Martorana di Palermo (Parrocchia San Nicolò dei Greci), Papas Lucini è stato membro del Comitato Scientifico della Rivista Sacra Scaena, organo dell’Istituto Internazionale del Dramma Sacro, della Musica Sacra e della Pietà popolare. Laureatosi in Magistero di Scienze Religiose presso l’Istituto Superiore di Scienze Religiose San Luca di Catania, con uno studio su I fondamenti Neotestamentari delle orazioni esorcistiche dell’Eucologio Bizantino, è stato Consulente teologico nel Comitato Consultivo e di Coordinamento del Centro Internazionale Studi sul Mito.

## Opere
- I Riti nella Chiesa (Bonanno editore, 2013)
- Il Budda Cristiano, il Mito dell’Illuminazione in un antico romanzo Bizantino (Edizioni Tipheret, 2012)
- I Cavalieri di Malta, compendio storico-cronologico dell’Ordine di San Giovanni, (Bonanno editore, 2011)
- Simbolica Orientale, Architettura e Liturgia nella Chiesa Bizantina, (Edizioni Tipheret, 2011)
- Cenni di monachesimo pre-Cristiano in Israele su Rivista Cistercense
- L’inno Akathistos, una devozione mariana dell’Oriente Bizantino su Rivista Cistercense